# Hypocerides anheuseri
Hypocerides anheuseri är en tvåvingeart som beskrevs av Borgmeier 1923. Hypocerides anheuseri ingår i släktet Hypocerides och familjen puckelflugor. Inga underarter finns listade i Catalogue of Life.